# Pogone
Der Pogone war ein Feldmaß mit leichten Abweichungen in der Walachei.
- 1 Pogone = 144 Quadrat-Praschtschinen = 3022,003 Quadratmeter  = 30,22003 Ares
- 1 Praschtschinen = 20,98412 Quadratmeter
- 1 Pogone = 1,296 Quadratfuß[1]

für Weingärten war
- 1 Pogone = 24 Praschtschinen lang und 6 Praschtschinen breit = 144 Quadrat-Praschtschinen = 30,225 Ares (französisch)

Starke Abweichung
- 1 Pogone = 144 Quadrat-Praschtschinen = 49,895 a[2]